# René Emilio Ponce
René Emilio Ponce Torres (Sensuntepeque, 1947 - San Salvador, 2 de mayo de 2011) fue un militar general de El Salvador  y ex Ministro de Defensa (1990-1993). 

## Biografía
Fue hijo de Don José Santiago Ponce y de Doña Isabel Antonia Torres de Ponce, fue jefe de Estado Mayor (1988-1990). También fue acusado de crímenes contra la humanidad, terrorismo y encubrimiento de asesinato por la muerte en la Universidad Centroamericana (UCA) de seis jesuitas, una empleada y su hija el 16 de noviembre de 1989, conocidos desde entonces por los mártires de la UCA.
Emilio Ponce tuvo un ignominioso papel contra la guerrilla en la guerra civil salvadoreña de la década de 1980 y principios de los noventa. Formó parte de lo que se conoce como La Tandona, esto es, el grupo de coroneles que dirigió buena parte de las operaciones contra la insurgencia en la guerra y contra los que se han dirigido buena parte de las investigaciones sobre los crímenes cometidos por el ejército.
En 2008, la Asociación Pro Derechos Humanos de España (APDHE) y el Centro de Justicia y Responsabilidad (CJR) presentaron ante la Audiencia Nacional de España una demanda contra el expresidente de El Salvador, Alfredo Cristiani y catorce militares por el asesinato de los jesuitas españoles Ignacio Ellacuría, rector de la universidad, Ignacio Martín-Baró español, vicerrector académico, Segundo Montes, director del Instituto de Derechos Humanos de la UCA, Juan Ramón Moreno, director de la Biblioteca de teología, Amando López, profesor de filosofía, el salvadoreño, Joaquín López y López, fundador de la universidad, la empleada doméstica Elba Ramos y la hija de ésta, Celina Ramos, ambas salvadoreñas. 
La Audiencia española se declaró competente y Emilio Ponce era el principal acusado por la misma como instigador del crimen, junto a otros 13 militares que también fueron procesados. El gobierno del entonces presidente Cristiani consideró a los miembros de la UCA como parte de la estructura del Frente Farabundo Martí para la Liberación Nacional durante la ofensiva del FMLN de noviembre y diciembre de 1989, y ordenó a Ponce su eliminación. La Comisión de la Verdad de las Naciones Unidas y las investigaciones llevadas a cabo por el Centro de Justicia y Responsabilidad ya determinaron que Ponce, coronel en ese momento, se confabuló con otros cinco coroneles del ejército para el asesinato de Ellacuría y los demás "sin dejar testigos". 
El 2 de mayo de 2011 Emilio Ponce falleció en el Hospital Militar Central a causa de un aneurisma de aorta.

## Post mortem
En 2020, cuando la Audiencia Nacional condenó a Inocente Montano a 133 años por su participación en la masacre de la UCA en 1989, la Audiencia Nacional también confirmó jurídicamente, que Ponce dio la orden de cometer esa masacre.